# 2015年3月中國大陸

## 3月1日
- 3月1日起正式开始实施《不动产登记暂行条例》，在江苏徐州，居民邢卫锋、赵媛媛夫妇接过国土资源部部长姜大明亲自颁发的不动产产权证书，成为中国首批拿到不动产登记证的人之一[1][2][3][4]。
- 中共中央党校举行2015年春季学期开学典礼。中共中央政治局常委、中央党校校长刘云山出席并讲话[5]。

## 3月2日
- 中共中央政治局常委、中央书记处书记刘云山在北京人民大会堂会见邹碧华同志先进事迹报告团成员并讲话[6][7]。
- 全国政协回应将有更大老虎落马：没有不受查处的铁帽子王[8]。
- 浙江军区副政委郭正钢涉嫌违法犯罪被立案侦查[9]。14名军老虎被查，前中共中央军委副主席郭伯雄上将之子郭正钢晋升解放军少将仅46天因涉嫌违法犯罪被立案侦查[10][11][12][13]。

## 3月3日
- 路透社周二（3日）引述两个消息来源称，中国共产党中央军事委员会前副主席郭伯雄因为贪腐问题已经被当局调查[14]。
- 中共河北省委秘书长景春华被查，成今年两会期间落马首虎[15]。
- 上海嘉定纪委原副书记陈洪飞涉严重违纪违法被查[16][17][18]。

## 3月6日
- 中央第八巡视组近日进驻中国南方电网公司开展专项巡视工作，并于6日上午召开了巡视工作动员会[19][20]。至此，中央巡视组已向26家央企进驻完毕，今年首轮中央巡视工作全面展开[21][22][23]。

## 3月7日
- 中国牵头发起成立了亚洲基础设施投资银行，中国设立了400亿美元的“丝路基金”[24]。近期新西兰、英国、德国、法国、意大利、卢森堡、瑞士等域外(亚洲地区以外)国家纷纷表态参与亚投行。亚投行成员国将超35个，年底前将正式成立[25][26]。

## 3月13日
- 缅甸军机炸弹落云南临沧耿马县孟定镇致5死，爆发2015年缅甸军机侵入云南事件。缅甸政府无回应。据公开报道显示，就在本月初不到一周的时间里，缅军机或炸弹进入中国境内事件至少被披露过三次以上。此前外交部证实，3月8日，缅政府军与有关武装团体发生武装冲突，有流弹落入中方一侧，造成一处民房受损，幸无人员伤亡。近日媒体消息，缅军机于3月12日进入中国境内，投下两枚炸弹后坠毁，飞机残骸于次日下午在薄刀山被中国民众发现[27][28]。

## 3月15日
- 中国共产党第十七届中央政治局委员、中央军委前副主席徐才厚因膀胱癌终末期，全身多发转移，多器官功能衰竭，医治无效在医院死亡[29][30][31]。根据《中华人民共和国刑事诉讼法》第十五条规定，军事检察院对其作出不起诉决定，其涉嫌受贿犯罪所得依法处理[32][29]。
- 中共云南省委副书记仇和被查，与其关系密切商人第十二届全国人大代表刘卫高正接受调查[33][34]。
- 一汽集团公司董事长、党委书记徐建一被宣布接受调查[35][36]。

## 3月16日
- 中纪委宣布调查中国石油天然气集团公司总经理廖永远[37][38]。

## 3月17日
- 上海市人民政府副秘书长戴海波涉嫌严重违纪违法，目前正接受组织调查[39][40][41]。

## 3月18日
- 中国电子科技集团公司中科芯集成电路股份有限公司(第五十八研究所)董事长(所长)张正璠涉嫌违纪被调查[42][43][44][45][46]。据记者初步统计，自新一轮专项巡视以来，26家被巡视央企中，4家单位有6名领导干部被查处[47]。
- 2015年3月18日晚，“聂树斌案”20年来第一次完整阅卷结束[48]。从粗略查阅的聂树斌案卷宗中，能够明显看到的重大问题包括明显的6处签名不符[49]。审判卷宗存在的问题很严重，篡改、涂改、页码混乱，大面积缺页的，惨不忍睹。律师发现聂树斌被处死16天后亲笔所写上诉状[50][51][49][52]。

## 3月19日
- 上午，最高人民法院发布《人民法院工作年度报告（2014）》， 其中最高人民法院在年度报告中首次提及前政治局常委周永康“践踏法治”，“搞非组织政治活动”[53][54]。
- 央视实习女主播马翩然被砍致命，杀女主播凶手是城管[55][56]。
- 中共中央政治局常委、中央书记处书记刘云山在北京人民大会堂会见由副主席罗伯托·德阿尔梅达率领的安哥拉人民解放运动代表团[57][58]。

## 3月20日
- 福建省副省长徐钢涉嫌严重违纪违法，目前正在接受组织调查[59][60][61]。徐钢是2015年以来落马的第11位省部级官员，也是自3月15日两会落幕后6日内落马的第4位省部级官员[62]。
- 内蒙古自治区政协原副主席赵黎平涉嫌持枪追杀一女性被羁押。第一次开了两枪未致命，女子逃至小区仍遭枪杀[63]。赵黎平是从警40年的高级警官，其就任内蒙古自治区公安厅厅长期间，发生了震惊全国的“10.17四服刑犯集体越狱”(2009年10月17日呼和浩特市公安局第二监狱四名犯罪分子杀害一名警员后集体越狱)事件。任公安厅长期间曾发生呼格吉勒图案[64][65]。

## 3月22日
- 中纪委：有干部不把违纪当回事，该降级的要降级。无数案例表明，领导干部“破法”者，无不从“破纪”始。纪委不能不知不觉退到法律的底线上，比如把有的干部档案造假当成是“小错误”，认识不到这就是欺瞒组织；买官卖官也不仅是行贿受贿，这首先是严重违反政治纪律和组织纪律行为；被组织调查后不主动说明情况，反而转匿赃款赃物、订立攻守同盟的，就是对抗组织调查。中央纪委把案件室改称纪检监察室，案件线索规范称为反映领导干部问题线索，都不只是名称的改变，而是职能定位的深化，有实实在在的内涵[66]。

## 3月23日
- 湖北省宜昌市检察机关依法对郭永祥、王永春提起公诉[67][68][69][70]。

## 3月24日
- 3月21日，山东泰安市泰山区财源街道办62岁的环卫工李宝亮，被发现头部搭在垃圾桶的铁链子上，已去世。家属对澎湃新闻称，此前他因制止居民乱倒垃圾被殴打、威胁。泰安泰山区外宣处刘姓主任24日对澎湃新闻称，当地警方已就此立案，刑警和法医已展开调查，目前还不能确定是自缢还是他杀。该区公安分局也向澎湃新闻证实，警方已介入调查[71][72][73]。
- 邓卫平任公安部纪委书记。河南省副省长兼省公安厅厅长王小洪接任傅政华，任公安部副部长、北京市副市长兼市公安局局长[74][75][76][77]。
- 习近平在中共中央政治局第二十一次集体学习时强调：以提高司法公信力为根本尺度，坚定不移深化司法体制改革[78][79]。

## 3月25日
- 中共中央政治局常委、中央纪委书记王岐山在北京中南海紫光阁会见俄罗斯总统反腐败局局长普洛霍伊一行[80][81][82][83]。
- 中国寻求美国协助追捕外逃美国的贪官，已向美方提供多份名单[84][85]，美国国务院发言人莎琪25日予以证实，但表示，美方鼓励中方提供有力的证据和情报，以便让美国执法部门调查和起诉涉腐案件[86][87][88]。

## 3月26日
- 国务院总理李克强下午在人民大会堂会见来华进行国事访问并出席博鳌亚洲论坛2015年年会的奥地利总统菲舍尔[89]。
- 国防部发言人耿雁生就军队反腐，二战70周年阅兵等答问，今年是中国人民抗日战争暨世界反法西斯战争胜利70周年。作为世界反法西斯战争东方主战场，中国将于今年9月在北京举行阅兵式，目的是为了铭记历史，缅怀先烈，珍视和平，开创未来。我军坚持依法治军、从严治军，军队绝不允许有腐败分子的藏身之地。由于徐才厚病亡，根据法律的规定，军事检察院对徐才厚作出不起诉的决定，其涉嫌受贿犯罪所得依法处理。对徐才厚案件其他涉案人员，我们会继续依法进行调查，坚持一查到底、绝不姑息[90][91][92][93]。
- 两百余名警察及辅警涉买卖伪造户口被查[94][95][96]。

## 3月27日
- 3月27日至28日，中共中央政治局常委、中央纪委书记王岐山到河南省调研，并主持召开座谈会[97][98][99]。
- 青海“跨省抓错人”民警张军治无罪判决撤销，被判刑一年[100][101]。2013年11月24日，湖南籍女子刘丽在高铁耒阳西站买票时，被警方带走。随后刘丽得知，青海警方认为她涉嫌2012年11月发生的一起盗窃案，因怀孕取保候审到期后一直未“及时”到案，对其进行上网追逃。在衡阳看守所关押12天后，刘丽被警方带回青海调查。12月9日，青海警方核实发现，是刘丽身份信息被他人冒用了，并公开承认抓错人[102]。
- 昆明市官渡区副区长、官渡公安分局局长韩玉彪被曝“小官大腐”，住宅中搜出超1亿现金。韩玉彪还荣添2011年度昆明“十佳民警”之列[103][104]。

## 3月28日
- 上午，博鳌亚洲论坛2015年年会在海南省博鳌开幕。中华人民共和国国家主席习近平出席开幕式并发表主旨演讲[105]，强调亚洲要迈向命运共同体、开创亚洲新未来，必须在世界前进的步伐中前进、在世界发展的潮流中发展。我们要通过迈向亚洲命运共同体，推动建设人类命运共同体[106][107]。

## 3月30日
- 南方电网副总祁达才被查，该系统4天3人落马。根据广东纪委网站披露的信息，3月27日，广东电网公司原党委书记黄建军因涉嫌违法犯罪，被检察机关依法立案侦查并采取强制措施。3月28日，广东电网有限责任公司东莞供电局局长、党委副书记雷烈波涉嫌严重违纪问题，正在接受组织调查[108]。

## 3月31日
- 南京市浦口区有一位养母虐待养子。后来，被虐待养子的照片在微博曝光，进而引起舆论关注[109][110][111]。